# Fiebre del oro del cañón del Fraser

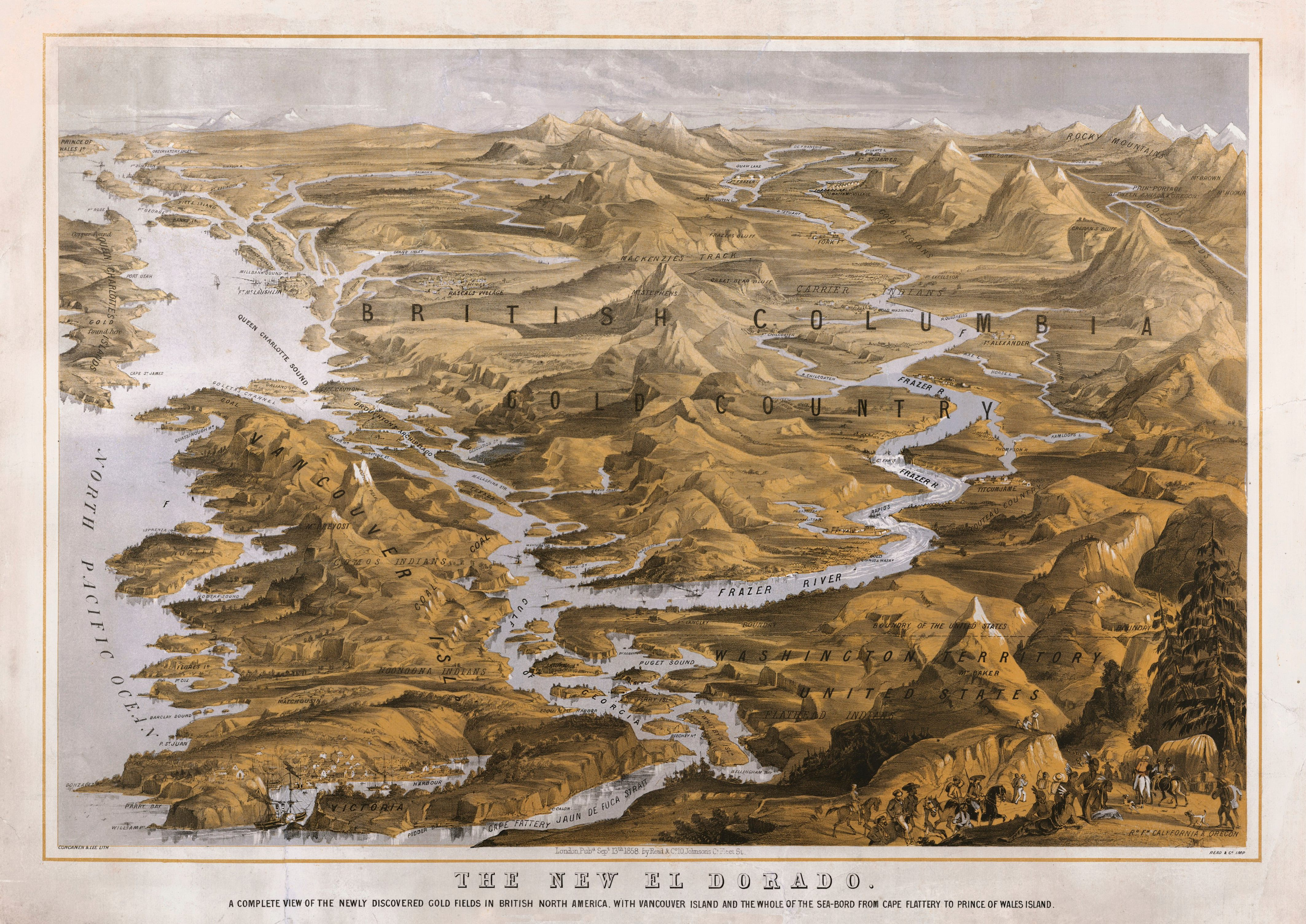
El nuevo Eldorado: "A Complete View of the Newly Discovered Goldfields"

La fiebre del oro del cañón del Fraser (del inglés: Fraser Canyon Gold Rush), también llamada fiebre del oro del Fraser (Fraser Gold Rush), ocurrió en 1858 después de que fuera descubierto oro en el río Thompson en su confluencia con el río Nicoamen, unas pocas millas río arriba de la confluencia del Thompson con el Fraser en donde hoy se ubica Lytton. Las noticias sobre el descubrimiento, cuando ya se había comenzado a extraer el oro desde 1855 pero sin haberlo hecho público, corrieron por San Francisco cuando el gobernador de la Colonia de la Isla de Vancouver, James Douglas, envío un cargamento del mineral a esa ciudad. 
La fiebre del oro  alcanzó la región en torno al descubrimiento, y se centró en el cañón del Fraser desde los alrededores de Hope y Yale hasta Pavilion y Fountain, justo al norte de Lillooet. Esa fiebre del oro atrajo a chinos y estadounidenses de una manera abrumadora, aunque también una mezcla europea políglota que incluía una gran cantidad de alemanes, escandinavos, eslavos y europeos meridionales, así como también mexicanos, centro y sudamericanos y antillanos, entre otros. 
A pesar de que la fiebre fue en gran parte en 1860, los mineros de la fiebre se dispersaron y encontraron una secuencia de otras fiebres del oro en todo el norte e interior de la Columbia Británica, siendo la más famoso posiblemente la de Cariboo. A esa fiebre se le atribuye la instigación para fundar asentamientos europeo-canadiense en la parte continental de la Columbia Británica. Fue el catalizador para la fundación de la Colonia de la Columbia Británica, la construcción de tempranas carreteras y la fundación de muchas ciudades.